# Збірна Ісландії з хокею із шайбою
Збірна Ісландії з хокею із шайбою  — національна чоловіча збірна команда Ісландії, яка представляє країну на міжнародних змаганнях з хокею. Опікується збірною Хокей Ісландії. Найвище місце посідали у рейтингу ІІХФ у 2018 році  — 32 місце.

## Історія
Свій перший матч зіграли на чемпіонаті світу у групі D 1999 року проти збірної Ізраїлю (поступились 0:11). В підсумку на тому чемпіонаті посіли останнє місце. Наступного року ісландці здобули і першу перемогу у рамках чемпіонатів світу над збірною Туреччини 10:0. З 2002 року виступає у другому Дивізіоні. 

## Виступи на чемпіонаті світу
- 1999 — 9-е місце (група D)
- 2000 — 5-е місце (група D)
- 2001 — 5-е місце (Дивізіон ІІ, група А)
- 2002 — 5-е місце (Дивізіон ІІ, група В)
- 2003 — 6-е місце (Дивізіон ІІ, група В)
- 2004 — 1-е місце Дивізіон ІІІ
- 2005 — 6-е місце (Дивізіон ІІ, група В)
- 2006 — 1-е місце Дивізіон ІІІ
- 2007 — 4-е місце Дивізіон ІІ, Група В
- 2008 — 5-е місце Дивізіон II, Група В
- 2009 — 4-е місце Дивізіон II, Група А
- 2010 — 3-є місце Дивізіон II, Група В
- 2011 — 3-є місце Дивізіон II, Група В
- 2012 — 4-е місце Дивізіон ІІ, Група А
- 2013 — 3-є місце Дивізіон ІІ, Група А
- 2014 — 2-е місце Дивізіон ІІ, Група А
- 2015 — 5-е місце Дивізіон IIA
- 2016 — 5-е місце Дивізіон IIA
- 2017 — 5-е місце Дивізіон IIA
- 2018 — 6-е місце Дивізіон IIA
- 2019 — 2-е місце Дивізіон IIB
- 2022 — 1-е місце Дивізіон IIB
- 2023 — 6-е місце Дивізіон IIA
- 2024 — 6-е місце Дивізіон IIA
- 2025 — 2-е місце Дивізіон IIB